# Bandeira de Pão de Açúcar (Alagoas)
A Bandeira de Pão de Açúcar é um dos símbolos oficiais de Pão de Açúcar, município de Alagoas. Foi criada pelo então vereador Pedro Lúcio Rocha e oficializada pela Lei Municipal nº 394, de 10 de julho de 1969.

## Descrição
Seu desenho consiste em um retângulo dividido horizontalmente em três faixas de mesma largura, sendo a superior azul celeste, a intermedária branca e a inferior verde. No centro da bandeira está o brasão municipal, sendo que a altura do brasão é superior à da faixa central.

## Simbolismo
O brasão de armas do Município representa a autoridade do povo exercida pelo Governo Municipal. Cada uma das cores da bandeira tem um significado:
- O verde representa os campos e florestas e a natureza;
- O branco a paz;
- O azul celeste o firmamento.